# مشرحة زينهم
مشرحة زينهم (بالإنجليزية: Zeinhom Morgue) هي مؤسسة تابعة لمصلحة الطب الشرعي بجمهورية مصر العربية وتعد من أقدم المؤسسات الطبية التي تعمل على تشريح الجثامين الواردة بشبهات جنائية. تقع المشرحة في حي السيدة زينب في القاهرة قرب مجمع محاكم جنوب القاهرة.